# We Wanna
«We Wanna» es una canción grabada por las cantantes rumanas Alexandra Stan e Inna para el tercer álbum de estudio de Stan, Alesta (2016). Con la colaboración del cantante puertorriqueño Daddy Yankee, fue lanzada en formato digital el 8 de junio de 2015 a través de Roton, Fonogram y Global Records. La pista fue escrita por Ramón Ayala, Jacob Luttrell, Andreas Schuller y Thomas Troelsen, mientras que la producción fue manejada por Schuller y Troelsen. Musicalmente, «We Wanna» es una canción dance pop inspirada en la música electro de los años 90 y en «Get Get Down» (1999) del DJ estadounidense Paul Johnson, cuyas letras profundizan en temas como la diversión y la fiesta. Fue escrita inicialmente para Inna, pero luego se la ofrecieron a Stan para relanzarla en la industria musical.
Un video musical para el sencillo—filmado por Khaled Mokhtar, Dimitri Caceaune y David Gal en Rumania y Puerto Rico—fue estrenado en el canal oficial de Stan en YouTube el 8 de junio de 2015, presentando a las cantantes en un salón de fiestas. La canción fue aclamada por los críticos de música, quienes elogiaron su melodía, coro y atractivo comercial. Comercialmente, la pista experimentó éxito moderado, alcanzando el top 10 en Argentina y Alemania, mientras que además ingresó en el top 40 en Polonia, Eslovaquia y Turquía. Recibió una certificación de oro por la Federación de la Industria Musical Italiana (FIMI) tras vender 25,000 unidades en Italia. «We Wanna» fue promovida por varias presentaciones en vivo durante las giras de Stan que sirvieron para apoyar a Alesta; ella también interpretó una versión reducida para la estación de radio rumana Pro FM.

## Antecedentes
Cuando fue entrevistada por Direct Lyrics sobre la posibilidad de una colaboración con Inna en julio de 2014, Stan dijo que, «Sí, conozco a Inna; Nos hemos reunido en diferentes conciertos y otros eventos! Realmente respeto lo que ha estado haciendo últimamente y definitivamente estaría abierta a una colaboración!» El 18 de octubre de 2014, Inna subió un video a su canal en YouTube titulado «New Music Preview (2014)», donde adelantaba seis nuevas canciones, incluida una maqueta de «We Wanna», con algunas letras modificadas, y presentando únicamente sus vocales. Eventualmente se especuló que la canción había sido compuesta originalmente para Inna, pero ella aceptó compartir la pista con Stan para relanzarla en la industria de la música. Sobre su colaboración, esta última afirmó que, «creo que somos como un delicioso batido de vainilla y chocolate, del cual simplemente no puedes obtener suficiente.» «We Wanna» estuvo disponible para su descarga digital el 8 de junio de 2015—a pocos días del cumpleaños de Stan el 10 de junio—a través de Roton, Fonogram y Global Records. Además de aparecer en el tercer álbum de estudio de Stan, Alesta (2016), la canción fue añadida a la lista de canciones de algunas ediciones de Unlocked (2014), Inna (2015) y Nirvana (2018).

## Composición

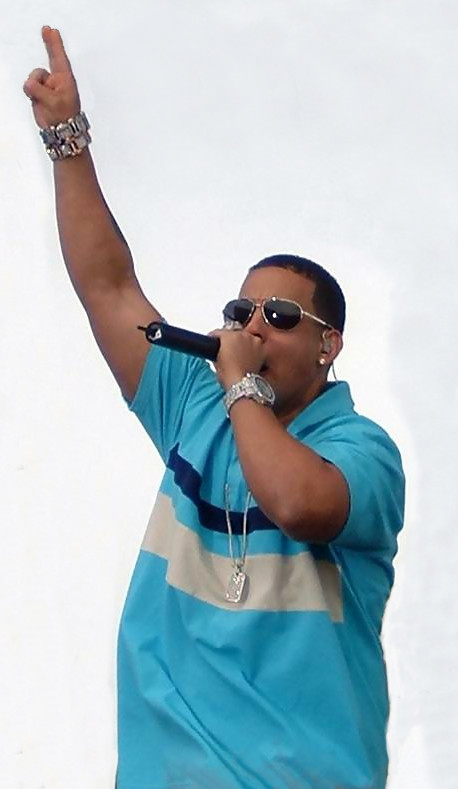
«We Wanna» contó con la participación del cantante puertorriqueño Daddy Yankee (en la imagen).

«We Wanna» fue escrita por Ramón Ayala, Jacob Luttrell, Andreas Schuller y Thomas Troelsen, mientras que la producción fue manejada por Schuller and Troelsen. Es una pista dance pop que incorpora sonidos de saxofón, y está inspirada en la música electro de los años 90 y en la canción del DJ estadounidense Paul Johnson «Get Get Down» (1999). Líricamente, el sencillo fue descrito por el sitio web de música Idolator para discutir sobre «soltarse el pelo y pasar un buen rato»; durante una entrevista, Stan confesó que su mensaje era acerca del «verano, celebración y sentirse genial».
Con una duración de tres minutos y cincuenta y dos segundos, la pista comienza con Stan cantando su coro y la primera estrofa, después de lo cual ella también proporciona vocales para la parte principal. A continuación, Inna interpreta la segunda estrofa del sencillo, y el estribillo se repite hasta que Yankee añade sus versos de rap. El sitio web de música Pop Shock sintió que la canción se inclinaba «más hacia los trabajos recientes de Stan que al sonido dance más pesado de Inna».

## Recepción

### Crítica
Tras su lanzamiento, «We Wanna» ha recibido reseñas positivas por parte de los críticos de música. Henry Einck, quien escribió para el sitio web alemán Dance Charts, elogió la melodía «agradable» de la canción, que describió como «adecuada para bailar». De manera adicional, Einck aplaudió las entregas vocales de Stan, Inna y Yankee, pero sintió que «no coincidían mucho». Kevin Apaza de Direct Lyrics etiquetó la canción como un «futuro éxito europeo para el verano», y dijo que su coro «va a causar algunos momentos feroces en la pista de baile en los clubes». Bradley Stern de MuuMuse pensó que «We Wanna» era «una pista de verano súper sólida, adecuada para el club, destinada a brillar desde Argentina a Marruecos, llena de ritmos pegadizos y sonidos de saxofón que recuerdan a 'Mr. Saxobeat'.» También encontró que Stan e Inna se inspiraron en Rihanna y Shakira, y Lady Gaga con Beyoncé, quienes previamente formaron dúos femeninos. Mike Wass, quien escribió para Idolator, expresó que la pista era «un placer culpable de primer orden». El portal alemán Hitfire fue generalmente positivo con respecto a «We Wanna», explicando que sus «versos son decepcionantemente silenciosos hasta que el coro aparece. Sin embargo, [el estribillo] acompañado por una melodía pegadiza hace que uno quiera escucharla una y otra vez». Dijei Zasin, del portal del música Pop Shock, criticó las vocales de Yankee en el sencillo, diciendo que eran «innecesariamente ralentizadas para la canción», y sugiriendo que el rapero estadounidense Pitbull hubiera sido una mejor opción para una versión de «We Wanna» destinada al Reino Unido y los Estados Unidos. Él concluyó su crítica: «Lo que funciona aquí son los versos mezclados con la actitud característica de las cantantes, que contrastan con la vibración y el estribillo.»

### Comercial
«We Wanna» experimentó éxito moderado en varios países. La pista ingresó en la lista Airplay 100 de Rumania el 21 de junio de 2015 en el puesto número 66, convirtiéndose en su entrada más alta. En su siguiente semana, la pista ascendió al número 60, y descendió al número 64 el 5 de julio de 2015; alcanzó su punto máximo en el número 59 el 19 de julio de 2015. La canción debutó en el número 39 en la lista Rádio Top 100 de Eslovaquia, descendiendo al número 43 en las siguientes dos semanas. «We Wanna» ingresó en la posición número 100 en la República Checa, ascendiendo 28 posiciones en su siguiente semana, hasta alcanzar el número 72. En Argentina, la pista alcanzó el número cinco el 17 de octubre de 2015, mientras que además ingresó en el top 20 en la lista Black Charts de Alemania, Polonia y Turquía. «We Wanna» recibió una certificación de oro por la Federación de la Industria Musical Italiana (FIMI) tras vender 25,000 unidades en Italia.

## Video musical
Un video musical de acompañamiento para la canción fue subido al canal de Stan en YouTube el 8 de junio de 2015. Fue precedido por la publicación rumana Cancan, que publicó un metraje de detrás-de-escenas el 13 de mayo de 2015; tres teasers adicionales fueron lanzados antes de su estreno. El videoclip fue filmado en Puerto Rico y Rumania por Khaled Mokhtar, Dimitri Caceaune y David Gal, con quienes las cantantes ya habían colaborado previamente. La coreografía presente en el video fue diseñada por Emil Rengle y Cristian Miron.
El video empieza con Inna respondiendo una llamada telefónica que recibe de Stan en su teléfono inteligente Lenovo, cuyo ringtone es el ritmo de saxofón usado en la canción. Posteriormente, ambas se presentan una al lado de la otra frente a un fondo rojo y un cactus. La siguiente escena muestra a Stan y algunos bailarines de respaldo en el vestuario de un club, y finalmente ella baja al salón de fiestas donde se encuentra con Inna. A continuación, Yankee hace un cameo en el videoclip, seguido por las dos cantantes quienes realizan una coreografía sincronizada. El video termina de la misma manera que se abre. Escenas intercaladas retratan a Yankee, Stan e Inna cantando y bailando al ritmo de la canción frente a los fondos de color amarillo, verde y azul, con Inna actuando para la multitud del club o Stan bailando en la pista de baile.
Bradley Stern de MuuMuse elogió las presentaciones, los bailes, el maquillaje y el peinado de las cantantes en el video. Mike Wass de Idolator sintió que el videoclip mostraba «atuendos obscenos» y «movimientos de baile dudosos». El sitio web Hitfire explicó que el video musical revaluó la canción, señalando además la ausencia de una trama, pero llamándolo «digno de ver».

## Presentaciones en vivo
La canción fue incluida en la lista de varios conciertos que sirvieron para promover el álbum de Stan Alesta, pero también fue reproducida en algunas giras de Inna. Las artistas interpretaron «We Wanna» en vivo juntas por primera vez el 17 de octubre de 2015 en la Discoteca Le Rotonde en Italia. Ellas también cantaron una versión reducida de la pista para la estación de radio rumana Pro FM el 9 de junio de 2016, subiendo, de manera adicional, un video al canal de Stan en Youtube que las muestra interpretando la canción en Parcul Herăstrău, Rumania.

## Personal
Créditos adaptados de las notas de Alesta y The Collection.
| Créditos vocales - Alexandra Stan – voz principal - Inna – artista invitada - Daddy Yankee – artista invitado Créditos técnicos y de composición - Ramón Ayala – compositor - Jacob Luttrell – compositor - Andreas Schuller – compositor, productor - Thomas Troelsen – compositor, productor | Créditos visuales - Dimitri Caceaune – director - David Gal – director - Cristian Miron – coreógrafo - Khaled Mokhtar – revisor - Emil Rengle – coreógrafo |

## Formatos
Versiones oficiales
1. «We Wanna» (featuring Daddy Yankee) – 3:52
2. «We Wanna» (Menegatti & Fatrix Remix Radio Edit) – 3:09
3. «We Wanna» (XP & Ellis Colin Miami Rmx Radio Edit) – 2:50
4. «We Wanna» (Chiavistelli & Bonetti ReWork Radio Edit) – 3:42
5. «We Wanna» (Alex Molla DJ & Malanga vs. Garofalo Radio Club Edit Remix) – 3:30
6. «We Wanna» (Menegatti & Fatrix Remix) – 4:01
7. «We Wanna» (XP & Ellis Colin Miami Rmx) – 3:52
8. «We Wanna» (Chiavistelli & Bonetti ReWork) – 4:30
9. «We Wanna» (Alex Molla DJ & Malanga vs. Garofalo Club Extended Remix) – 5:30
10. «We Wanna» (Summer Session) – 2:50

## Posicionamiento en listas
| Alemania        | Deutsche Black Charts  | 2  |
| Argentina       | Los 40 Principales     | 5  |
| Eslovaquia      | Rádio Top 100          | 39 |
| España          | PROMUSICAE             | 83 |
| Italia          | FIMI                   | 60 |
| Japón           | Japan Hot 100          | 72 |
| Polonia         | Polish Airplay Top 100 | 13 |
| República Checa | Rádio Top 100          | 72 |
| Rumania         | Airplay 100            | 59 |
| Turquía         | Number One Top 40      | 15 |

## Certificaciones
| País                                                            | Certificación | Ventas |
| --------------------------------------------------------------- | ------------- | ------ |
| Italia (FIMI)                                                   | Oro           | 25 000 |
| xcifras no especificadas basadas únicamente en la certificación |               |        |

## Historial de lanzamiento
| Región         | Fecha                | Formato                            | Discográfica              |
| -------------- | -------------------- | ---------------------------------- | ------------------------- |
| Rumania        | 8 de junio de 2015   | Descarga digital                   | Roton • Fonogram • Global |
| Reino Unido    | 8 de junio de 2015   | Descarga digital                   | Roton • Fonogram • Global |
| Rusia          | 8 de junio de 2015   | Descarga digital                   | Roton • Fonogram • Global |
| Alemania       | 8 de junio de 2015   | Descarga digital                   | Roton • Fonogram • Global |
| Francia        | 8 de junio de 2015   | Descarga digital                   | Roton • Fonogram • Global |
| Estados Unidos | 10 de junio de 2015  | Descarga digital                   | Fonogram • Global         |
| Italia         | 26 de junio de 2015  | Descarga digital                   | Vae Victis • Ego          |
| Italia         | 3 de julio de 2015   | Radio airplay                      | Ninguna                   |
| Italia         | 31 de julio de 2015  | EP de remezclas                    | Vae Victis • Ego          |
| Italia         | 2 de octubre de 2015 | Descarga digital (Versión en vivo) | Vae Victis • Ego          |
| Japón          | 15 de julio de 2015  | Descarga digital                   | Roton • Fonogram • Global |